# Apomys littoralis
{{#ifeq:0|0|{{#if:|{{#if:Apomyslittoralis|[[]}}|}}}}
Apomys littoralis — вид гризунів родини мишевих (Muridae). Зустрічається тільки на Філіппінах. Голотип був узятий на прибережній рівнині провінції Магінданао. Додатковий зразок, взятий приблизно на 1400 м в Ланао-дель-Сур, був попередньо віднесений до цього виду.